# Henry-Raymond d'Aux de Lescout
Henry-Raymond d'Aux de Lescout, marquis d'Aux-Lally (31 aout 1782 - 7 mars 1870), est un homme politique français.

## Biographie
Il est admis à siéger à la Chambre des pairs en 1830, en remplacement de son beau-père le marquis Gérard de Lally-Tollendal.

## Sources
- « Henry-Raymond d'Aux de Lescout », dans Adolphe Robert et Gaston Cougny, Dictionnaire des parlementaires français, Edgar Bourloton, 1889-1891 [détail de l’édition]